# Masjid Al-Hamoudi
Die Hamoudi-Moschee (arabisch مسجد الحمودي, Masjid al-Hamoudi) ist eine Moschee in Dschibuti-Stadt, Dschibuti.

## Geschichte
Die Moschee wurde 1897 von Haji Hamoudi erbaut. Sie ist eine der älteren Moscheen in der Hauptstadt.

## Gebäude
Die Hamoudi-Moschee ist ein flaches Bauwerk mit einer kleinen Kuppel und einem gedrungenen Minarett. Sie bietet Platz für bis zu 1000 Gläubige.